# Hephaestus Rupes
Hephaestus Rupes es el nombre de una falla geológica sobre la superficie de Marte. Hephaestus Rupes está localizada con el sistema de coordenadas centrados en 36.49 grados de latitud Norte y 131.95° de longitud Este. El nombre fue aprobado por la Unión Astronómica Internacional en 1985 y hace referencia a Hefesto, el dios griego del fuego.